# 奧克赫斯特 (加利福尼亞州)
奧克赫斯特（英語：Oakhurst）是位於美國加利福尼亞州馬德拉縣的一個人口普查指定地區。

## 地理
奧克赫斯特的座標為37°19′41″N 119°38′58″W / 37.32806°N 119.64944°W，而該地最高點為海拔高度693米（即2274英尺）。

## 人口
根據2010年美國人口普查的數據，奧克赫斯特的面積為15.556平方千米，當中陸地面積為15.537平方千米，而水域面積為0.019平方千米。當地共有人口2829人，而人口密度為每平方千米181人。